# Interleukine 8
L'interleukine 8 (nomenclature internationale : CX-CL8) est une cytokine, chef de file des chimiokines (aussi nommée α chimiokine). Cette molécule est produite en particulier par les cellules épithéliales à la suite de la détection d'agents microbiologiques ou chimiques potentiellement pathogènes. Son rôle principal est d'assurer le recrutement des polynucléaires neutrophiles sur le site de l'infection par la création d'un gradient chémotactique qui guide les cellules phagocytaires comportant des récepteurs correspondants à leur surface (chimiotactisme). Son gène est le CXCL8 situé sur le chromosome 4 humain.
Il existe plusieurs récepteurs à cette interleukine, dont le CXCR1 et le CXCR2.
1. 1 2 3  GRCh38: Ensembl release 89: ENSG00000169429 - Ensembl, May 2017
2. ↑  « Publications PubMed pour l'Homme », sur National Center for Biotechnology Information, U.S. National Library of Medicine